# Modi
Modi („Śmiały”) – Áss, syn Thora, przyrodni brat Magniego będący personifikacją odwagi swego ojca Thora.
Razem z bratem Modim mają przetrwać Ragnarök, odziedziczyć Mjóllnir i zbudować nowy Asgard – Gimle.